# ASG Vorwärts Kamenz
Die ASG Vorwärts Kamenz war eine Sportgemeinschaft der Armeesportvereinigung Vorwärts in Kamenz, die von 1960 bis 1990 existierte. Sie machte sich vornehmlich im Fußball einen Namen, betrieb aber auch Sportarten wie Leichtathletik, Schwimmen und Schach. Heimstätte der ASG war das Stadion der Jugend.

## Fußball
Die Fußballabteilung der ASG Vorwärts Kamenz entstand nach dem 1974 erfolgten Abstieg in die Drittklassigkeit der 1. Mannschaft der ASG Vorwärts Cottbus und deren Umzug nach Kamenz. Die 1. Männermannschaft der neu gegründeten Gemeinschaft wurde in die Bezirksliga Dresden eingeordnet. 1976 errang die Mannschaft den Fußballpokal des Bezirkes Dresden. Dieser Erfolg konnte in den Jahren 1978 und 1979 wiederholt werden.
Im Spieljahr 1978/79 gelang dem ASG-Vorwärts-Cottbus-Nachfolger als Dresdner Bezirksmeister mit den früheren und späteren Oberligaspielern Wolfgang Altmann, Hans-Dieter Paulo, Peter Schöne und Roland Hammer der Aufstieg aus der Drittklassigkeit ins Unterhaus des DDR-Fußballs. In der ersten Saison in der Liga erreichten die Ostsachsen hinter der BSG Energie Cottbus in Staffel D den 2. Platz.
Nach der Reduzierung der DDR-Liga von fünf auf zwei Staffeln 1984 reichte der drittletzte Platz in Staffel D nicht mehr für den Klassenerhalt, sodass Vorwärts Kamenz wieder in die Bezirksliga absteigen musste. Im Anschluss verschwand die Mannschaft nach einem vorletzten Platz im Folgejahr und dem nächsten Abstieg in die viertklassige Bezirksklasse in der Bedeutungslosigkeit. Die ASG Vorwärts Kamenz wurde 1986 aufgelöst.

## Statistik
- Teilnahme DDR-Liga: 1979/80 bis 1983/84
- Teilnahme FDGB-Pokal: 1974/75, 1976/77, 1979/80 bis 1983/84
- Ewige Tabelle der DDR-Liga: Rang 100

## Bekannte Spieler
- Wolfgang Altmann
- Frieder Andrich
- Jörg Bär
- Stephan Fritzsche
- Ulrich Göhr
- Roland Hammer
- Lutz Hovest
- Hans-Dieter Paulo
- Michael Schneider
- Peter Schöne
- Detlef Wolf
- Falk Zschiedrich